# 台北市立麗山高級中学
台北市立麗山高級中学（たいほくしりつりさんこうきゅうちゅうがっこう Li Shan High School）は、台湾台北市にある全日制高中。

## 沿革
| 年     | 月日 | 事跡                           |
| ------ | ---- | ------------------------------ |
| 2000年 | -    | 台北市立麗山高級中学として開校 |

## 組織
- 普通班
- 数理資優班
- 体育班

## 歴代校長
- 鄭顯三 2000年 ~ 2005年
- 陳偉泓 2005年 ~ 2011年
- 徐建國 2011年 ~

## 校歌
金面山下 紅楼緑窓 惟我母校 弦歌飛揚

青春俊秀 歓聚一堂 欣坐春風 師道殷長

科學人文 各擅勝場 修己善群 志気高昂

漪輿美哉 桃李芬芳 前瞻卓越 麗山之光